# Hugh Russell
Hugh Russell (Belfast, Irlanda del Norte; 15 de diciembre de 1959 – 13 de octubre de 2023) fue un boxeador norirlandés que peleó en las categorías de peso mosca y peso gallo.

## Carrera

### Aficionado
Como aficionado participó en los Juegos de la Mancomunidad de 1978 en la categoría de peso mosca donde obtuvo la medalla de bronce como representante de Irlanda del Norte. Dos años más tarde participó en los Juegos Olímpicos de Moscú 1980 representando de República de Irlanda, venciendo en la primera ronda por decisión unánime a Samir Khiniab de Irak, en la segunda ronda elimina a Emmanuel Mlundwa de Tanzania por decisión unánime, en los cuartos de final elimina por decisión dividida a Yo Ryon-Sik de Corea del Norte y pierde en las semifinales por decisión unánime ante Peter Lessov de Unión Soviética, por lo que ganó la medalla de bronce.

### Profesional
En 1981 se pasó al profesionalismo, logrando ganar el título británico de peso mosca y peso gallo, con lo que se convirtió en el primer boxeador británico en ganar ambas divisiones en ese orden.
En octubre de 1982 es campeón británico de peso gallo nuevamente al vencer a Davy Larmour, título que casi perdería en enero de 1983 ante John Feeney por decisión unánime si no es porque el réferi descalificó a Feeney por dar cabezazos en repetidas ocasiones. Russell se retiraría como campeón invicto de peso gallo en 1985 luego de ganar el Lonsdale Belt.
Tuvo en total 19 peleas en su carrera, con 17 victorias, ocho de ellas por knockout, y dos derrotas, ambas como boxeador aficionado.